# 野芥駅

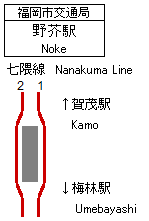
配線図

野芥駅（のけえき）は、福岡県福岡市早良区野芥二丁目にある福岡市地下鉄七隈線の駅。駅番号はN04。
駅のシンボルマークは空港線・箱崎線のシンボルマークをデザインした西島伊三雄が2001年に死去したため、それ以前に描かれていた原案を元に、息子で同じくグラフィックデザイナーの西島雅幸が完成させた。モチーフは近くを流れる「椿水路」に因み、水路に浮かぶ椿の花。駅識別カラーは   DIC-2486（系統色名：こい黄みの赤）で、渡辺通駅・博多駅と共通。
橋本駅が管理し、日本通運福岡支店が駅業務を受託する業務委託駅である。

## 歴史
- 設計期間：2000年（平成12年）4月22日 - 2000年（平成12年）12月17日。
実施設計者：舛本建築設計事務所[1]。
- 施工期間：2002年（平成14年）12月21日 - 2004年（平成16年）7月31日。
施工者：東急・青木・クボタ・村本・あすなろ・才田 建設工事共同企業体[1][5]。
- 開業：2005年（平成17年）2月3日。開業時から業務委託駅[6]。

### 建設工事概要
- 土木部分、工法：開削トンネル工法[5][7][8]、工事延長：730.5m　駅部117.0m　掘削工124,000㎥[5]
- 建築部分、駅舎部分：S造・RC造、地下2階・1階、延べ面積：6,097㎥[5]

## 駅構造
1面2線島式ホームの地下駅。
| 地階    | 出入口                       | 出入口                                     |
| 地下1階 | コンコース階                 | コンコース、案内所、自動券売機、自動改札口 |
| 地下1階 | コンコース階                 | トイレ（改札内）                           |
| 地下2階 | 1番ホーム                    | ■七隈線 博多方面（梅林駅）→                |
| 地下2階 | 島式ホーム，右側のドアが開く |                                            |
| 地下2階 | 2番ホーム                    | ←■七隈線 橋本方面（賀茂駅）                |

- 各階の面積は、地上134平方メートル、地下1階3,295平方メートル、地下2階2,666平方メートル[1]。
- 利用者の目に留まる箇所に用いられる「個性化壁」には、黄土色の二丁掛炻器質タイル（227mm×60mm×厚さ20mm）を使用している[9]。

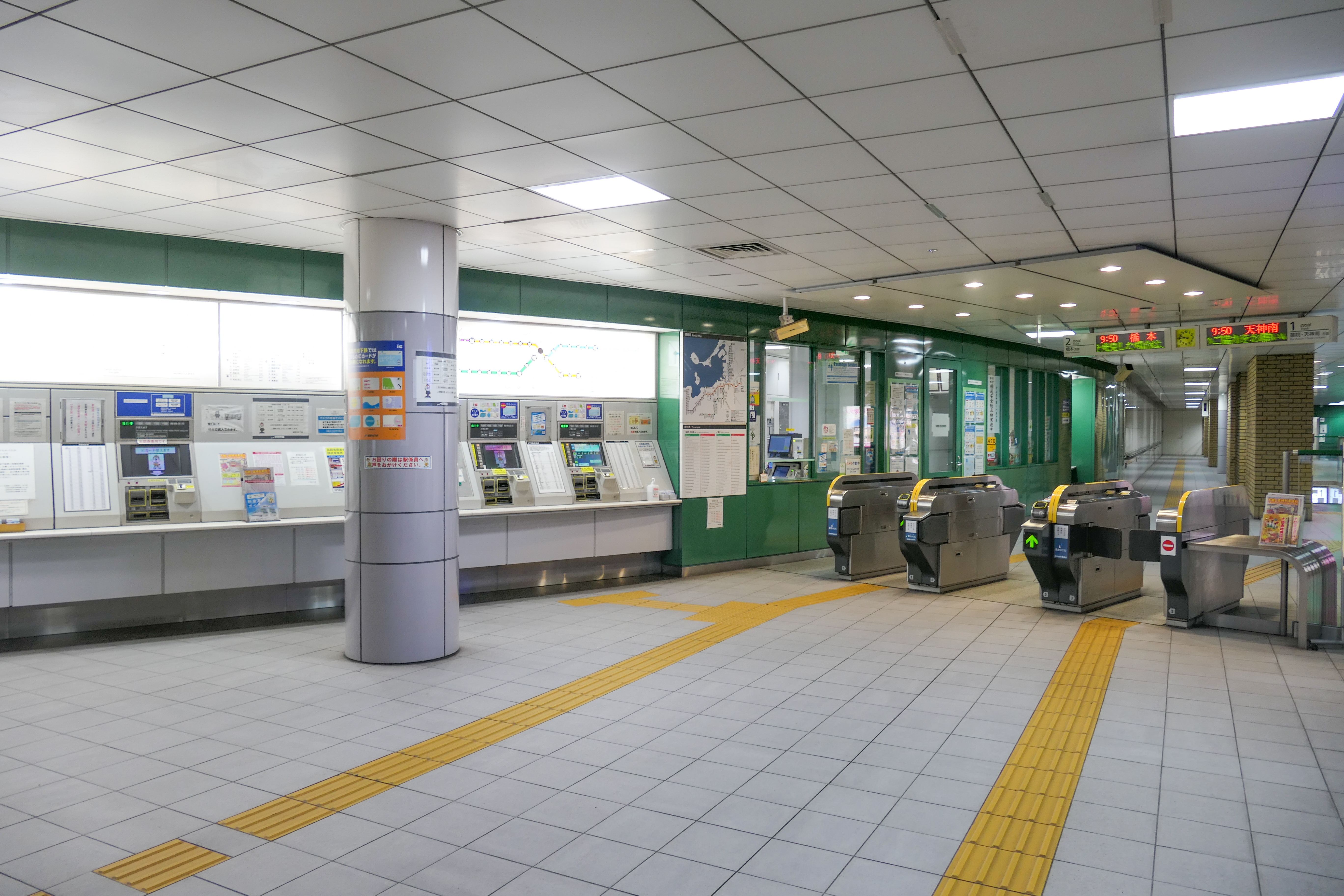
改札口（2022年12月）
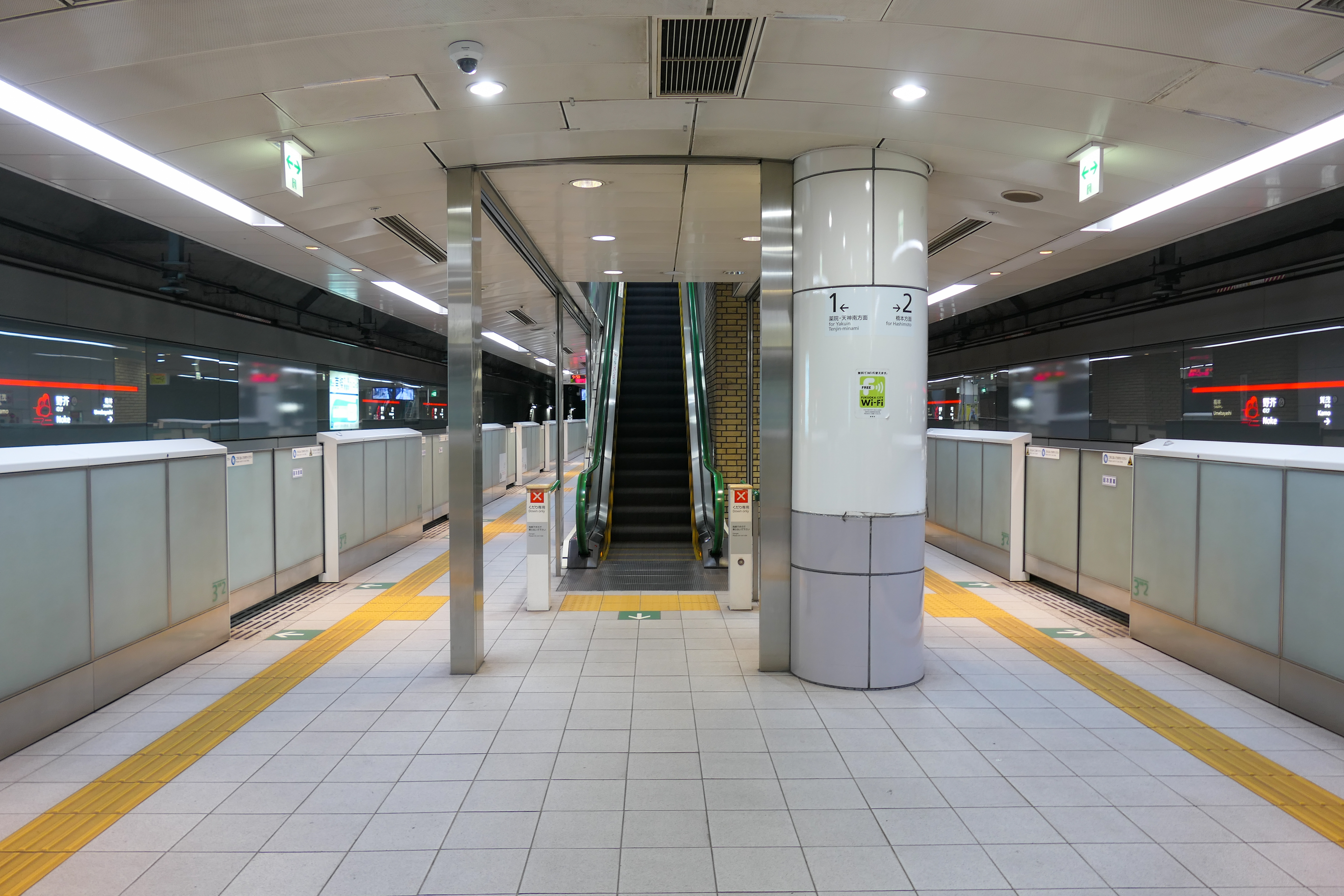
ホーム（2022年12月）
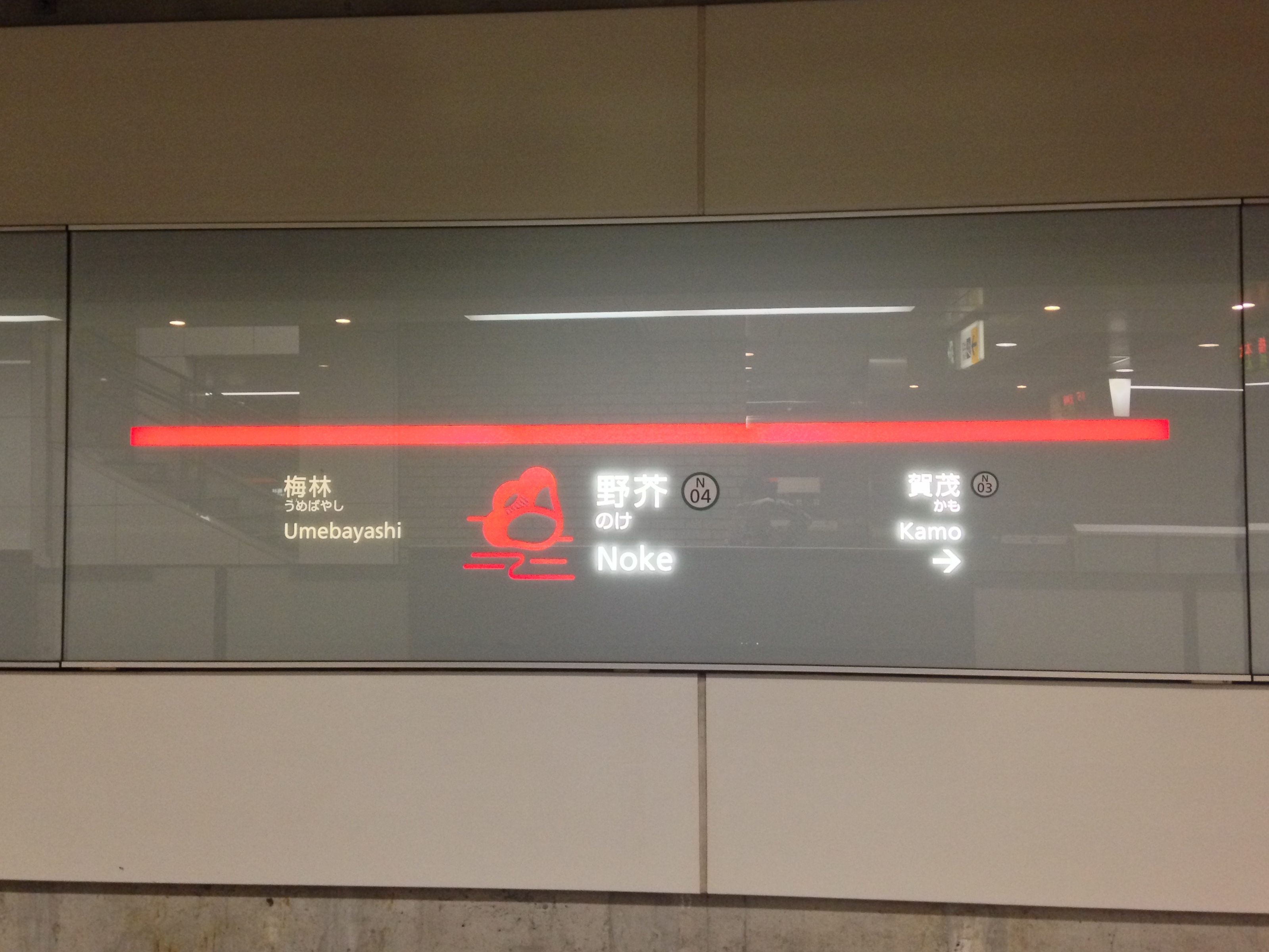
駅名標（2015年6月）

## 利用状況
2023年度の1日平均乗車人員は4,286人である。
開業以降の1日平均乗車人員の推移は下表のとおりである。
| 年度               | 1日平均 乗車人員 |
| ------------------ | ---------------- |
| 2004年（平成16年） | 2,376            |
| 2005年（平成17年） | 2,075            |
| 2006年（平成18年） | 2,370            |
| 2007年（平成19年） | 2,565            |
| 2008年（平成20年） | 2,758            |
| 2009年（平成21年） | 2,961            |
| 2010年（平成22年） | 3,002            |
| 2011年（平成23年） | 3,152            |
| 2012年（平成24年） | 3,222            |
| 2013年（平成25年） | 3,301            |
| 2014年（平成26年） | 3,566            |
| 2015年（平成27年） | 3,509            |
| 2016年（平成28年） | 3,647            |
| 2017年（平成29年） | 3,787            |
| 2018年（平成30年） | 3,990            |
| 2019年（令和元年） | 4,118            |
| 2020年（令和02年） | 3,168            |
| 2021年（令和03年） | 3,266            |
| 2022年（令和04年） | 3,628            |
| 2023年（令和05年） | 4,286            |

## 駅周辺
- 福西会病院
- 城南郵便局
- 西日本シティ銀行野芥支店
- りんどう保育園
- 光の園幼稚舎
- 国道202号福岡外環状道路
- 国道263号
- 福岡高速5号線・野芥出入口
- イオン野芥店
- マルキョウ野芥店
- もち吉野芥店
- 干隈中央公園
- 西鉄バス「野芥駅前」停留所

## 隣の駅
福岡市交通局
 七隈線
賀茂駅 (N03) - 野芥駅 (N04) - 梅林駅 (N05)